# Milovan Danojlić (emisija)
„Milovan Danojlić“ je dokumentarni televizijski esej u trajanju od 25 minuta, reditelja Slobodana Ž. Jovanovića, u proizvodnji Radio-televizije Srbije. Premijerno je emitovana 14. jula 1995. godine.
Panorama srpskog sela iznad Ljiga, seosko domaćinstvo i njegovo ogledalo u Etnografskom muzeju u Beogradu, predstaviće pesnika Milovana Danojlića, pesnika koji se ogledao gotovo u svim oblicima književnog stvaralaštva, izuzimajući dramu. Emisija se bavi Danojlićevom posvećenju pesmi, njegovom borbom za jezik i formu, posvećenosti prirodi i njegovom naglašenom kritičnosti prema etičkim ogrešenjima. Razgovor sa njim otkriva kako kompromisi svake vrste ugrožavaju samu bit pesme.

## Autorska ekipa
- Reditelj Slobodan Ž. Jovanović
- Scenarista Slobodan Ž. Jovanović
- Direktor fotografije Miodrag Pavlović
- Montažer Branislav Godić

## Učestvuje
- Milovan Danojlić

## Spoljašnje veze
- Milovan Danojlić на веб-сајту  (језик: енглески)